# Peter Tom
Pour les articles homonymes, voir Tom.
Pour l'homme politique salomonais du même nom, voir : Peter Tom (homme politique).
Pas d'image ? Cliquez ici

a Compétitions nationales et continentales officielles uniquement.

Peter Tom, né en 1940 dans les Cornouailles, est un joueur de rugby anglais, jouant au poste de deuxième ligne. C'est un homme d'affaires, l'ancien président et directeur d'Aggregate Industries. Il compte 130 apparitions sous le maillot des Leicester Tigers de 1963 à 1968 sans connaître de cape internationale. Il en devient le président. Il est Commandeur de l'Empire britannique (Commander CBE) en 2006.